# Alexander Scheer
Alexander Scheer (ur. 1 czerwca 1976 w Berlinie) – niemiecki aktor i reżyser telewizyjny, teatralny i filmowy.

## Wybrana filmografia

### Filmy fabularne
- 1999: Słoneczna Aleja (Sonnenallee) jako Michael „Micha“ Ehrenreich
- 2001: Viktor Vogel - Karierowicz (Viktor Vogel – Commercial Man) jako Viktor Vogel
- 2003: Hamlet_X jako Hamlet 3
- 2007: Das wilde Leben jako Keith Richards
- 2009: 12 Meter ohne Kopf jako Hermann Lang(h)e
- 2009: Stralsund – Mörderische Verfolgung (TV) jako Wolf Broder
- 2011: Als der Weihnachtsmann vom Himmel fiel jako Niklas Julebukk
- 2012: Schief gewickelt jako Vincent
- 2012: Eine Hand wäscht die andere (TV) jako Jakob Kronibus
- 2013: Nachtschicht – Geld regiert die Welt jako Marvin Weber
- 2013: Druga strona muru (Westen) jako Hans Pischke
- 2015: Koszmar (Der Nachtmahr) jako psychiatra
- 2015: Tod den Hippies!! Es lebe der Punk jako Blixa Bargeld
- 2016: Shakespeares letzte Runde (TV) jako Will Shakespeare
- 2017: Piraci z Karaibów: Zemsta Salazara jako młody Teague
- 2017: Der junge Karl Marx jako Wilhelm Weitling
- 2019: W domu innego jako Siegfried Leitmann

### Seriale TV
- 1999: Tatort – Tödliches Labyrinth jako Michael Grabowski, "Ikarus"
- 2003–2005: Berlin, Berlin jako Lenny
- 2004: SK Kölsch jako Beck
- 2010: Carlos jako Johannes Weinrich
- 2014: Kobra – oddział specjalny (Alarm für Cobra 11 – Revolution) jako Leonid Tessla
- 2014: Tatort – Im Schmerz geboren jako Donny
- 2015: Blochin – Die Lebenden und die Toten
- 2015: Tatort – Niedere Instinkte jako Matthias Harries
- 2016: Morgen hör ich auf jako główny inspektor Schnabelbach
- 2021: My, dzieci z dworca Zoo (Wir Kinder vom Bahnhof Zoo) jako David Bowie